# Зернолуск бразильський
Зернолу́ск бразильський (Saltator fuliginosus) — вид горобцеподібних птахів родини саякових (Thraupidae). Мешкає в Південній Америці.

## Опис
Довжина птаха становить 22 см. У самців верхня частина голови та спина темно-синьо-сірі. Крила чорні, махові пера мають темні синьо-сірі края. Обличчя, щоки, горло і верхня частина грудей чорні, решта нижньої частини тіла темно-синьо-сіра. Лапи темно-сірі, дзьоб міцний, товстий, червоний, очі темно-карі. Самиці мають дещо тьмяніше забарвлення, верхня частина тіла у них менш синя, контраст між животом і грудьми у них менший, обличчя у них темно-синьо-сіре.

## Поширення і екологія
Бразильські зернолуски мешкають на сході Бразилії (Алагоас, Пернамбуку, Гояс, також від Баїї і Мінас-Жерайсу до півночі штату Ріу-Гранді-ду-Сул), на сході Парагваю та на північному сході Аргентини (Місьйонес). Вони живуть у вологих рівнинних тропічних і атлантичних лісах. Зустрічаються на висоті до 1200 м над рівнем моря. Живляться насінням, плодами, бруньками та безхребетними. Гніздо чашоподібне, розміщується на дереві. Бразильські зернолуски іноді стають жертвами гніздового паразитизму синіх вашерів.